# Walt Lloyd (personaggio)
Walter "Walt" Lloyd è un personaggio della serie televisiva Lost, interpretato da Malcolm David Kelley. È il figlio di Michael Dawson e Susan Lloyd.

## Biografia

### Prima dello schianto
Walt è un decenne figlio di Michael Dawson e Susan Lloyd, studentessa di legge e futuro avvocato, la quale si è rifiutata di sposarsi con suo padre Michael, un operaio che fa l'artista nel tempo libero. Quando le offrono un lavoro internazionale ad Amsterdam, Susan persuade Michael a lasciarle portare con sé Walt, mentre questo è ancora un bambino. Due settimane prima del secondo compleanno di Walt, Susan dice a Michael che lei e il suo capo, Brian Porter, stanno pianificando di sposarsi e di trasferirsi a Roma alla fine del mese. Ne segue una battaglia legale tra i due genitori. Parecchi mesi dopo, Michael e Susan risolvono finalmente le loro dispute amichevolmente e Michael accetta di lasciarle la custodia di Walt.
Otto anni dopo, Susan muore in Australia a causa di una leucemia. Brian prega Michael di riprendersi la custodia del figlio e gli offre i biglietti per Sydney e ritorno, più alcuni soldi per spese extra. Brian rivela che lui non vuole essere il padre adottivo di Walt e che è spaventato dal ragazzo. Quando Michael arriva in Australia per andare a prendere Walt, questo non è felice della sua nuova compagnia, così Michael gli spiega che Brian non vuole più tenerlo.

### Dopo lo schianto

#### Prima stagione
Molto presto dopo lo schianto, a causa della disponibilità di Michael di aiutare gli altri, Walt è preso in cura da differenti persone sull'isola, in particolar modo da Sun. Walt è intrigato dall'istinto di cacciatore di John Locke, e spesso prova senza successo a sgattaiolare via con lui. Un giorno va con Locke e Boone ed esibisce un talento naturale nel lanciare coltelli. L'esibizione viene interrotta da un infuriato Michael che porta via Walt proibendogli di stare con Locke. Così Walt prende Vincent, il suo cane labrador, e lascia il campo inoltrandosi verso la giungla, dove incontra un orso polare. Viene salvato dal padre e da Locke.
Successivamente, Michael inizia a costruire una zattera che termina in pochi giorni. Walt però dà fuoco in segreto alla zattera, distruggendola completamente. Tempo dopo, durante la costruzione della nuova zattera, Walt confessa di aver bruciato la zattera originale, spiegando di averlo fatto perché non voleva lasciare l'isola e decidendo anche che adesso devono lasciarla. La mattina dopo, Walt dà Vincent a Shannon prima di partire con la zattera con Michael, Jin e Sawyer. Durante la notte, tuttavia, il gruppo in mare viene attaccato dagli Altri, che rapiscono Walt.

#### Seconda stagione
Walt rimane prigioniero degli Altri, anche se appare frequentemente a Shannon. Nel Lost: Missing Pieces Room 23, viene rivelato che Walt rappresenta una grande minaccia per gli Altri, come d'altronde si aspettavano. Infatti, il ragazzo fa qualcosa di non meglio specificato che li impaurisce e che fa sì che nessuno degli Altri voglia vederlo. Ben si rende conto della gravità della situazione quando inizia a suonare un allarme e la gente corre impaurita; Juliet gli consiglia di riportarlo da suo padre Michael, ma Ben si rifiuta dicendo che l'ha voluto Jacob perché è "speciale".
Un giorno, mentre Michael sta digitando i numeri nella stazione Cigno, riceve inaspettatamente un messaggio da un mittente che crede essere Walt. Michael si riabbraccia presto con Walt quando raggiunge il campo degli Altri. Michael ritorna alla spiaggia prima di ripresentarsi al campo con Jack, Kate, Sawyer e Hurley, per effettuare uno scambio per Walt e la loro libertà. Padre e figlio salgono così su una barca e lasciano l'isola.

#### Terza stagione
Il ragazzo appare misteriosamente e dice a John, caduto in una fossa dopo che Ben gli ha sparato, che ha ancora una missione da compiere e che quindi deve farsi forza, alzarsi ed uscire dalla buca.

### Dopo l'isola
Una volta tornato dall'isola Walt va ad abitare a casa di sua nonna poiché non vuole parlare e avere a che fare con Michael, dopo aver appreso che quest'ultimo ha ucciso Ana Lucia e Libby.
Nell'episodio della quinta stagione Vita e morte di Jeremy Bentham, si scopre che Walt vive a New York. Egli viene visitato da un Locke su una sedia a rotelle, da poco ritornato dall'isola. Locke non gli chiede di ritornare sull'isola come invece ha fatto con gli altri sopravvissuti, pensando che il ragazzo ne ha già viste abbastanza. Nell'episodio della quarta stagione Casa dolce casa, seconda e terza parte, dopo essere stato visitato da Locke, Walt va a visitare Hurley al Istituto di Igiene mentale Santa Rosa con sua nonna. Lì chiede ad Hurley perché i Sei della Oceanic stiano mentendo, ed Hurley risponde che lo stanno facendo per proteggere le persone che hanno lasciato indietro sull'isola. Walt è ora convinto dal racconto di Hurley che suo padre sia ancora vivo e che si trovi sull'isola.

#### The New Man in Charge
Nell'epilogo della serie The New Man in Charge, inserito come "contenuto speciale" nel cofanetto della sesta stagione, viene spiegato che fine ha fatto Walt: si trova al manicomio Santa Rosa, lo stesso dove stava Hurley. Viene qui raggiunto da Benjamin Linus che lo porta via e lo carica su un furgoncino DHARMA. Qui incontra anche Hurley, il quale gli dice: «Non sei pazzo, coso. Nemmeno un po'. Devi tornare sull'Isola, tutto qui», affermando che quello è il suo posto e che lo è sempre stato. Alla domanda «Perché?» di Walt, Hugo risponde: «Devo parlarti di un lavoro», facendo quindi presagire che Walt debba diventare il nuovo custode dell'Isola dopo Hurley.

## Apparizioni
- In Attraverso lo specchio Locke giace nella fossa dei cadaveri della DHARMA e sta per suicidarsi sparandosi quando gli appare un Walt più grande che gli dice di uscire dalla fossa perché ha un "lavoro da fare", riconsegnandogli apparentemente l'uso delle gambe.

## Uscita del personaggio della serie
Inizialmente il personaggio di Walt (e conseguentemente quello di suo padre Michael) non era previsto che abbandonasse la serie TV già alla seconda stagione, ma essendo cresciuto notevolmente non era più credibile mantenere il personaggio (essendo passato appena un giorno da una stagione all'altra).

## Episodi dedicati a Walt
| Stagione | Titolo italiano    | Titolo originale | Tipo di flash |
| -------- | ------------------ | ---------------- | ------------- |
| 1        | Speciale           | Special          | flashback     |
| 1        | Esodo, prima parte | Exodus: Part 1   | flashback     |